# Phinaea
Phinaea là một chi thực vật thuộc họ Gesneriaceae. Chi này có các loài sau (tuy nhiên danh sách này có thể chưa đủ):
- Phinaea albolineata
- Phinaea divaricata (đồng nghĩa Phinaea ecuadorana Wiehler)
- Phinaea multiflora